# Szczur polinezyjski
Szczur polinezyjski, szczur pacyficzny (Rattus exulans) – gatunek ssaka z podrodziny myszy (Murinae) w obrębie rodziny myszowatych (Muridae). Jest trzecim pod względem zasięgu występowania gatunkiem szczura, po szczurze wędrownym i szczurze śniadym. Pochodzi z Azji Południowo-Wschodniej, ale rozpowszechnił się na większości wysp Polinezji, w Nowej Zelandii, Fidżi, a nawet na Hawajach. Łatwo aklimatyzuje się do różnych typów środowiska przyrodniczego, od łąk po lasy. Jego występowanie jest jednak najczęściej blisko związane z człowiekiem, co spowodowane jest łatwym dostępem do pożywienia. W rezultacie gatunek stał się głównym szkodnikiem prawie we wszystkich regionach, w których występuje.

## Taksonomia
Gatunek po raz pierwszy zgodnie z zasadami nazewnictwa binominalnego opisał w 1848 roku amerykański przyrodnik Titian Ramsay Peale, nadając mu nazwę Mus exulans. Holotyp pochodził z wyspy Tahiti, z Wysp Towarzystwa, należących do Francji.
Rattus exulans należy do grupy gatunkowej exulans, taksonu siostrzanego grupy gatunkowej rattus. Ostatnie badania genetyczne wykazały, że R. exulans jest blisko spokrewniony z R. everetti, przy czym inne analizy wykazały, że R. everetti jest spokrewniony z Limnomys i Tarsomys. R. exulans prawdopodobnie rozprzestrzenił się wraz ze wczesnymi żeglarzami i mógł zostać wprowadzony na wiele wysp jako źródło pożywienia. Szczątki subfosylne zostały znalezione na całym obszarze jego pierwotnego występowania, a ostatnio także w miejscach, w które został introdukowany. Autorzy Illustrated Checklist of the Mammals of the World uznają ten takson za gatunek monotypowy.

### Etymologia
- Rattus: łac. rattus „szczur”[52].
- exulans: łac. exsulans lub exulans, exulantis „wędrowny”, od exsulare „być wygnanym, wygnaniec”, od exsul „wygnanie”[53].

## Morfologia
Wyglądem przypomina inne szczury, jak np. szczura wędrownego czy śniadego. Ma duże, okrągłe uszy, szpiczasty pysk, czarno-brązową sierść z jaśniejszym brzuchem, ale stosunkowo małe nogi. Wyróżniającą cechą jego wyglądu są ciemne wierzchnie części tylnych nóg w pobliżu kostki; reszta łapy jest blada. Ma smukłe, wydłużone ciało. Długość ciała (bez ogona) 75–165 mm, długość ogona 102–197 mm, długość ucha 15–18 mm, długość tylnej stopy 21–30 mm; masa ciała 23–60 g. Jest nieco mniejszy od wspomnianych gatunków szczurów, a także mniej agresywny. Osobniki w populacjach występujących dalej od równika mają większe rozmiary, niż te żyjące w cieplejszym klimacie. Samica szczura polinezyjskiego ma osiem par sutków. Kariotyp wynosi 2n = 42 i FN = 62.

## Zasięg występowania i środowisko

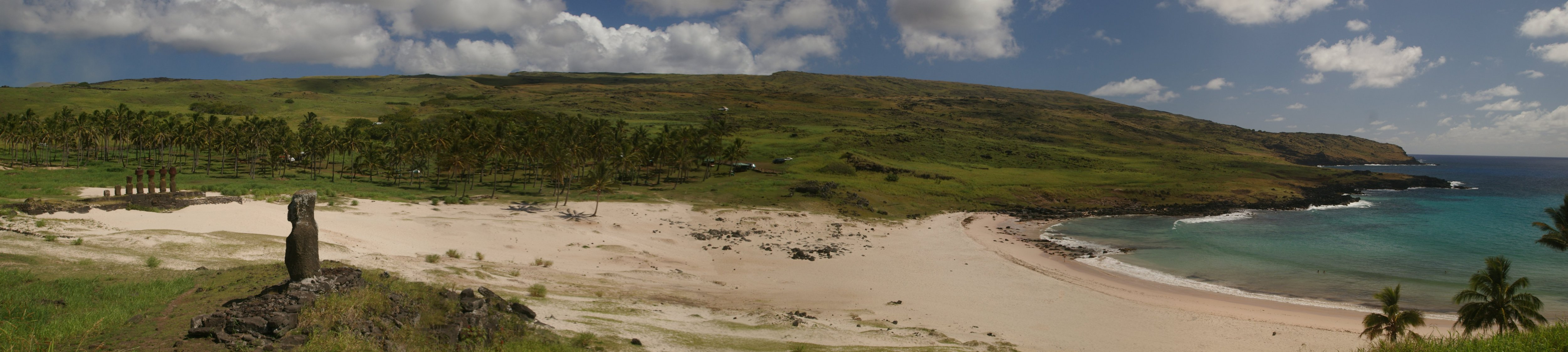
Przypuszczalnie szczur polinezyjski przyczynił się do wylesienia Wyspy Wielkanocnej

Szczur polinezyjski jest rozpowszechniony w Azji Południowo-Wschodniej i Oceanii. Wywodzi się z Azji, gdzie naturalnie występuje we wschodnim Bangladeszu, Mjanmie, Tajlandii, Kambodży, Laosie, Wietnamie, Malezji i Indonezji. Wraz z człowiekiem dostał się na Archipelag Malajski, Filipiny, Nową Gwineę, Australijskie wyspy Adele i Murray (nie stwierdzono go na kontynencie), a także bardzo wiele wysp Oceanii, w tym Nową Zelandię i Hawaje. Nie wiadomo, czy populacja z Tajwanu jest rodzima, czy reprezentuje jeszcze jeden przykład przybycia szczura wraz z człowiekiem.
Gatunek ten zamieszkuje różnorodne środowiska i ma duże zdolności adaptacyjne. W lasach pierwotnych jest zwykle rzadki, chyba że żyje w nich niewiele rodzimych gryzoni, jak na Negros w Filipinach. W Azji występuje w suchych lasach tropikalnych i subtropikalnych, oraz w lasach mangrowych. Jest spotykany w środowisku zaburzonym i przekształconym przez ludzką działalność. Wchodzi do domów, spichlerzy i na plantacje. Zwykle jest spotykany do 1000 m n.p.m.

### Zasiedlenie Polinezji
Szczur polinezyjski nie potrafi pływać na dłuższych dystansach i dlatego jest uważany za znamienny wskaźnik migracji ludności na obszarze Pacyfiku, jako przypadkowo zawleczony lub celowo introdukowany na wyspy, które zostały zasiedlone. Gatunek ten miał udział w wyginięciu wielu zwierząt wysp Pacyfiku, w tym rodzimych gatunków ptaków i owadów, albowiem gatunki te ewoluowały przy jednoczesnym braku ssaków i nie radziły sobie z presją drapieżnictwa wywieraną przez szczury. Gryzonie także zjadają nasiona, owoce i liście roślin, przyczyniając się do przekształcania środowiska. Zasugerowano, że szczur ten mógł odegrać rolę w całkowitym wylesieniu Wyspy Wielkanocnej poprzez zjadanie orzechów tamtejszych palm Paschalococos disperta, co uniemożliwiło proces odradzania się lasu. Szacuje się, że liczba szczurów na wyspie mogła wynosić nawet 3,1 mln osobników.

### Nowa Zelandia
Szczątki szczura polinezyjskiego z Nowej Zelandii odkryte w latach 90. XX w. były datowane na ponad 2000 lat, czyli znacznie wcześniej niż przyjęte daty przybycia Polinezyjczyków na Nową Zelandię. Datowanie to zostało jednak podane w wątpliwość, a późniejsze badania wykazały, że szczur został introdukowany na dwie główne wyspy Nowej Zelandii około roku 1280 n.e. Gryzonie z Nowej Zelandii są najbliższe genetycznie szczurom polinezyjskim z Tahiti i Wysp Cooka, co wskazuje, że stamtąd właśnie przybyły i szczury, i Maorysi. Do przybycia Europejczyków szczury polinezyjskie były pospolite na całym archipelagu, obecnie nie występują na Wyspie Północnej. Nowozelandzki Department of Conservation planuje wytępienie szczurów na mniejszych wyspach archipelagu, przy zachowaniu głównej populacji gryzoni na Wyspie Południowej, ze względu na naukowe i kulturowe znaczenie tych zwierząt.
W języku maori szczur polinezyjski nosi nazwę kiore. Gryzonie te występują w maoryskich legendach, przysłowiach, nazwach geograficznych i przyrodniczych. Przed kontaktem z Europejczykami Maorysi polowali na nie, a ich futra były używane do sporządzania tradycyjnych strojów. Pieczone mięso szczura zakonserwowane we własnym tłuszczu było uważane za przysmak, przeznaczane jako dar dla szczególnych gości i wymieniane między plemionami przy różnych okazjach. W odróżnieniu od europejskich szczurów, kiore nie przenosiły chorób, którymi mógł się zarazić człowiek.

## Zachowanie
Szczur polinezyjski, podobnie jak większość szczurów, prowadzi nocny tryb życia i biegle się wspina, często gniazdując na drzewach.
Rozród trwa cały rok, szczyt intensywności przypada na lato i wczesną jesień. W Nowej Zelandii ciąża trwa 19–21 dni. Samica wydaje na świat średnio 4 mioty liczące po 4 młode (zależy to od pogody, dostępności pokarmu i innych czynników). Młode są karmione przez matkę przez 2 do 4 tygodni, osiągają dojrzałość seksualną w 8–12 miesiącu życia. W naturze gryzonie te żyją około roku, w niewoli do 15 miesięcy.

## Dieta
Szczur polinezyjski jest wszystkożerny. Odżywia się nasionami, owocami, liśćmi, korą, owadami, pająkami, jaszczurkami, jajami ptaków i pisklętami. Zaobserwowano, że szczury często chowają porcję pożywienia w bezpieczne miejsce (szczególnie dotyczy to łupin ziarna) lub magazynują określone pokarmy. Zachowanie takie nie tylko chroni je przed drapieżnikami, ale także przed deszczem i innymi szczurami. Te kryjówki łupin są często znajdowane pośród drzew, w pobliżu korzeni, w pęknięciach pnia, a nawet na szczycie konarów. Na przykład w Nowej Zelandii takie kryjówki znajdowane są pod stertą skał czy zrzuconych liści palmy Rhopalostylis sapida.
Na Hawajach szczury polinezyjskie żerowały na plantacjach cukrowca lekarskiego, niszcząc zbiory. Do ograniczenia ich populacji plantatorzy sprowadzili mangusty małe. Mangusty, choć żywią się także szczurami, zabijają wiele rodzimych gatunków ptaków i innych zwierząt, i poczyniły znaczne spustoszenia w faunie Hawajów.

## Populacja
Szczur polinezyjski jest szeroko rozpowszechniony i pospolity. Nie są znane zagrożenia dla gatunku, Międzynarodowa Unia Ochrony Przyrody uznaje go za gatunek najmniejszej troski.